# Rihards Kols
Rihards Kols (* 16. prosince 1984 Riga) je lotyšský právník a pravicový politik, mezi lety 2014 až 2024 poslanec Saeima, od roku 2024 poslanec Evropského parlamentu zvolený za stranu Nacionālā Apvienība (NA) a zasedající ve frakci Evropští konzervativci a reformisté (ECR).

## Biografie
Narodil se v roce 1984 v Rize v tehdejší Lotyšské sovětské socialistické republice, která byla součástí Sovětského svazu. Studoval na státní gymnáziu č. 2 v Rize a na Obchodním gymnáziu tamtéž. 
V roce 2008 promoval s vyznamenáním na Obchodní škole „Turība“, kde získal odborný bakalářský titul v oboru právo se specializací na občanské právo. Poté pokračoval na University of Westminster v Londýně, kde získal magisterský titul v diplomacii se specializací na zahraniční analytiku.

### Politická kariéra
V roce 2013 vstoupil do politické strany Nacionālā Apvienība „Visu Latvijai!“ — „Tēvzemei und Brīvība/LNNK“. V roce 2014 byl zvolen do a stal se parlamentním tajemníkem ministerstva kultury. Ve volbách do Evropského parlamentu roku 2019 neúspěšně kandidoval na třetím místě za stranu Nacionālā Apvienība. Ve volbách do Evropského parlamentu v roce 2024 byl zvolen poslancem Evropského parlamentu.